# Македония (хижа)
Вижте пояснителната страница за други значения на Македония.
„Македония“ е туристическа хижа, намираща се в местността Мечи проход в Рила планина. Построена е на 2166 метра надморска височина в подножието на Голям Мечи връх и е една от най-високо разположените хижи на Балканския полуостров.
Представлява масивна двуетажна постройка. Строежът ѝ започва в 1933 година по инициатива на ВМРО и е част от проекта ѝ за строителство на „туристически хижи с всички възможни удобства“ с цел „привличането на голямо число туристи от Стара България“, за да се създаде „поминък на планинските селища“. След Деветнадесетомайския преврат от 1934 година ВМРО е забранена. Хижата е изградена от доброволци и любители на планината, като строителството ѝ завършва през 1937 г.
Първоначално е кръстена на името на местността, в която се намира – Айгидик (в превод от турски Мечи проход), но от 1980 г. носи името „Македония“.
Хижата е пункт от европейския маршрут Е4.

## Изходни пунктове
- Благоевград – по асфалтов път до х. Бодрост (28 км) и 2.45 часа по маркирана пътека[3]
- Семково – 2.30 часа по маркирана пътека[3]
- Добърско – 4.30 часа по маркирана пътека[3]

## Съседни туристически обекти
- Връх Герман – 1 час
- Малък Мечи връх – 1 час
- Голям Мечи връх – 1.30 часа
- Марков камък – 1.30 часа
- Куков връх – 2 часа

- Хижа „Македония“
- Покана за дарителство за строежа
- Покана за дарителство за строежа